# Stanisław Konstanty Pietruski
Stanisław Konstanty Pietruski (* 11. März 1811 in Podhorodce, Kaisertum Österreich; † 28. Jänner 1874 in Zarwanica, Kronland Galizien) war ein galizischer Pomologe, Entomologe und Ornithologe.

## Leben
Stanisław Konstanty Pietruski studierte von 1828 bis 1830 naturwissenschaftliche Fächer an der Universität Lemberg. 1831 machte er eine Studienreise nach Deutschland, um sich in den folgenden Jahren in Podhorce nieder zu lassen. Dort gründete er den ersten privaten Zoo in Galizien, der später der größte in Polen war. Er hielt 500 verschiedene Tierarten, wovon der größte Teil Vögel waren. An den Tieren führte er wissenschaftliche Untersuchungen durch und belieferte zoologische Kabinette und naturwissenschaftliche Museen mit Tierpräparaten. Er arbeitete mit Lorenz Oken, Alfred Brehm und Maksymilian von Nowicki-Siła zusammen. 1843 wurde er Mitglied der Deutschen Akademie der Naturforscher Leopoldina. 1848 wurde sein Zoo und der größte Teil seiner Sammlung durch einen Brand vernichtet. Pietruski beschäftigte sich in den folgenden Jahren mit Obstbauversuchen. Von 1867 bis 1869 war er Direktor des Gartens der Obst- und Gärtnereigesellschaft in Lemberg.
Er war Mitglied der Krakauer Wissenschaftlichen Gesellschaft, des Zoologisch-Botanischen Vereins in Wien und anderer wissenschaftlicher Gesellschaften.

## Schriften (Auswahl)
- Historia naturalna zwierząt ssących dzikich galicyjskich, 1852
- Historia naturalna i hodowla ptaków zabawnych i użytecznych, 4 Bände 1860–1866
- O niektórych rzadszych krajowych zwierzętach ssących, 1869